# Tempelj Thiên Mụ
Tempelj Thiên Mụ (pomeni tempelj nebeške dame, vietnamsko Chùa Thiên Mụ; imenovan tudi tempelj Linh Mụ) je zgodovinski tempelj v mestu Huế v Vietnamu. Njegova ikonična sedemnadstropna pagoda Phước Duyên velja za neuradni simbol mesta. Tempelj je bil pogosto predmet ljudskih rim in ca dao o Huếju.
Tempelj stoji na hribu Hà Khê, v okrožju Hương Long v Huếju. Od citadele Huế, ki jo je zgradila dinastija Nguyễn, je oddaljen približno 5 kilometrov in leži na severnem bregu Dišeče reke.

## Zgodovina
Zgrajena leta 1601 po naročilu prvih gospodov Nguyễn, Nguyễn Hoànga, ki je bil takrat guverner Thuận Hóa (zdaj znanega kot Huế). Gospodje Nguyen so bili po imenu uradniki vladajoče dinastije Lê v Hanoju, vendar so bili de facto neodvisni vladarji osrednjega Vietnama. Glede na kraljeve anale so Hoangu med ogledom okolice povedali za lokalno legendo, v kateri je stara gospa, znana kot Thiên Mụ (dobesedno »nebeška dama«), oblečena v rdeče in modro, sedela na mestu in si drgnila lica. Napovedala je, da bo prišel gospod in na hribu postavil pagodo, da bi molil za blaginjo države. Nato je izginila, ko je izrekla svojo prerokbo. Ko je to izvedel, je Hoang ukazal zgraditi tempelj na tem mestu, kar je bil začetek Thiên Mụ Tự.
Prvotni tempelj je bil preprosto zgrajen, nato pa razširjen in prenovljen. Leta 1665 se je velike gradnje lotil lord Nguyễn Nguyễn Phúc Tần.
Leta 1695 mojster zena Ši Da Šan (kitajsko: 釋大汕; pinjin: shìdàshān ali vietnamsko prečrkovanje Thích Đại Sán), član šole Caodong (kitajsko: 曹洞宗; pinjin: cáodòngzōng ali vietnamsko prečrkovanje Tào Động Tông), prispel iz Kitajske. Bil je povabljen, da pride v Huế kot gost lordov Nguyễn, da ustanovi budistično kongregacijo in nadzira njen razvoj. Bil je znan budistični učenjak iz dinastije Čing, pokrovitelj mu je bil vladajoči lord Nguyễn Phúc Chu in bil imenovan za opata pagode. V sedmem mesecu leta 1696 se je vrnil na Kitajsko, vendar je Chuju podelil zaobljube bodhisatve.
Leta 1710 je Chu financiral ulitje velikanskega zvona, ki je tehtal 3285 kg in je veljal za eno najbolj cenjenih kulturnih relikvij svojega časa v Vietnamu. Zvon naj bi bil slišen 10 kilometrov stran in je bil predmet številnih pesmi, vključno s cesarjem Thiệu Trị iz dinastije Nguyễn, ki je vladal v 1840-ih.
Leta 1714 je Chu nadziral drugo vrsto večjih širitev in gradbenih projektov, največjo fazo širitve v zgodovini pagode. Postavljen je bil glavni sklop trojnih vrat, poleg različnih svetišč v nebeška kraljestva, Ngọc Hoàng, Thập Điện Diêm Vương (Chữ Hán: 十殿閻羅), dvorane za pridiganje darme, stolpi za shranjevanje suter, zvoniki, bobnarski stolpi, dvorane za meditacijo in dvorane za čaščenje Avalokitešvare in Medicinskega Bude (Bhaiṣajyaguru, sanskrt भैषज्यगुरु, kitajsko 藥師佛, japonsko 薬師仏, korejsko 약사불, standardno tibetansko སངས་རྒྱས་སྨན་བླ) ter bivalni prostori za sangho.
Chu je organiziral tudi uprizoritev vassana umika, ki se zgodi vsako leto med polno luno četrtega in sedmega lunarnega meseca. Tradicija je bila slovesno uvedena v času Gautame Bude v starodavni Indiji, da bi sovpadala z deževno dobo. V tem času so menihi ostali na enem mestu in opravljali svoje duhovne dejavnosti, namesto da bi se potepali naokoli in razlagali darmo prebivalstvu, saj so bili v tem času zaradi vode, ki je pokrivala njihove poti, nagnjeni stopiti na živa bitja. Organiziral je tudi ekspedicijo na Kitajsko, da bi prinesel kopije kanona Tripitaka in mahajanskih suter, ki so obsegale več kot tisoč zvezkov, in jih pokopal v pagodi.
V 19. stoletju so bili pokrovitelji templja cesarji dinastije Nguyễn, ki jo je leta 1802 ustanovil cesar Gia Long po združitvi sodobnega Vietnama. Njegov naslednik Minh Mạng je financiral nadaljnjo širitev in prenovo templja.
Cesar Thiệu Trị, ki je nasledil Minh Mạnga, je leta 1844 postavil pagodo Từ Nhân, ki je danes znana kot pagoda Phước Duyên. Opečnata pagoda meri 21 m in je osmerokotne oblike ter ima sedem nadstropij, od katerih je vsako posvečeno drugemu Budi. Pagoda od takrat stoji tam in gleda na Dišečo reko in je postala sinonim za pokrajino Huế. Njen vpliv je tolikšen, da je postala neuradni simbol mesta.
V templju je tudi kip velike marmorne želve, ki je simbol dolgoživosti. Poleg stolpa na obeh straneh so strukture, ki beležijo arhitekturno zgodovino stolpa, kot tudi različne pesmi, ki jih je sestavil Thiệu Trị.
Tempelj in njegove stavbe je močno poškodoval ciklon leta 1904. Cesar Thanh Thai je leta 1907 dovolil rekonstrukcije in trajajo do danes, čeprav je še vedno bistveno manj veličasten in obsežen kot njegovi mirni dnevi dinastije Nguyễn pred nevihto. Danes je med vrtovi in okolico templja prisoten tudi turistični objekt, stupa pa je bila postavljena v čast Hòa Thượng Thích Ðôn Hậu, opata templja med fazo obnove v 20. stoletju. Njegovo sveto telo je pokopano v stupi, ki je v vrtu borovcev.
V glavni dvorani je kip Maitreja (prihodnji) Bude, ki ga obdajata Bồ Tát Văn Thù Sư Lợi (Manjušri Bodhisatva) in Bồ Tát Phổ Hiền (Samantabhadra Bodhisatva).
Poleti 1963 je tempelj Thiên Mụ, tako kot mnogi v Južnem Vietnamu, postal žarišče protivladnih protestov. Budistična večina v Južnem Vietnamu je bila dolgo nezadovoljna z vladavino predsednika Ngo Dinh Diema od njegovega vzpona na oblast leta 1955. Diem je pokazal močno naklonjenost katoličanom in diskriminacijo budistov v vojski, javnih službah in razdeljevanju vladne pomoči. Na podeželju so bili katoličani de facto oproščeni opravljanja dela v korveji in na nekaterih podeželskih območjih so katoliški duhovniki vodili zasebne vojske proti budističnim vasem. Nezadovoljstvo z Diemom je poleti 1963 v Huếju eksplodiralo v množične proteste, ko je na Vesak, rojstni dan Gautama Bude, v rokah Diệmove vojske in policije umrlo devet budistov. Maja 1963 je bil selektivno uveljavljen zakon proti izobešanju verskih zastav; budistično zastavo so prepovedali na Vesaku, medtem ko so vatikansko zastavo izobesili ob praznovanju obletnice posvetitve nadškofa Ngo Dinh Thuca, Diemovega brata. Budisti so se uprli prepovedi in protest, ki se je začel s pohodom od templja Từ Đàm do vladne radijske postaj in se končal, ko so vladne sile odprle ogenj. Posledično so po vsej državi potekali budistični protesti, ki so vztrajno naraščali in zahtevali podpis skupnega sporočila za odpravo verske neenakosti. Pagoda Thiên Mụ je bila glavna organizacijska točka za budistično gibanje in je bila pogosto prizorišče gladovnih stavk, barikad in protestov.
V zgodnjih 1980-ih je bila v bližini pagode umorjena oseba in kraj je postal osrednja točka protikomunističnih protestov, zaradi česar so zaprli promet okoli mostu Phú Xuân. Komunistična vlada se je odzvala z aretacijo menihov zaradi obtožbe motenja prometa in javnega reda.
V templju je tudi motorno vozilo Austin, v katerem je bil Thich Quang Duc leta 1963 odpeljan na samosežig v Sajgon proti Diemovemu režimu. To je bil prvi v nizu samosežigov pripadnikov budistične duhovščine, ki so na stisko budistov opozorili mednarodno skupnost.